# Andrena satellita
Andrena satellita är en biart som beskrevs av Nurse 1904. Andrena satellita ingår i släktet sandbin, och familjen grävbin. Inga underarter finns listade i Catalogue of Life.